# سرای شماعیها
سرای شماعیها مربوط به دوره قاجار است و در اصفهان، میدان نقش جهان، بازار بزرگ واقع شده و این اثر در تاریخ ۲۳ شهریور ۱۳۸۲ با شمارهٔ ثبت ۱۰۲۳۴ به‌عنوان یکی از آثار ملی ایران به ثبت رسیده است.